# Durrës (hạt)
Hạt Durrës (tiếng Albania: Qarku i Durrësit) là một trong 12 hạt của Albania, giáp biên giới với vùng Tây Nam Macedonia của Bắc Macedonia. Hạt này gồm các huyện Durrës và Krujë với tỉnh lỵ là Durrës. Tìanh phố tỉnh lỵ nằm cách Tirana nửa giờ ô tô, là hải cảng lớn nhất Albania. Hạt này có diện tích 827 km².
Toàn bộ rìa tây của Durrës là bờ biển bên biển Adriatic.  Hạt này giáp các hạt sau:
- Lezhë: bắc
- Dibër: đông
- Tirana: nam